# Центр ракетної та космічної розвідки
Центр ракетної та космічної розвідки (ЦРКР) (англ. Missile and Space Intelligence Center, MSIC) — компонент Розвідувального управління Міністерства оборони США. Центр ракетної та космічної розвідки розташований у місцевості Редстоун-Арсенал в Гантсвіллі, штат Алабама.

## Історія
Центр ракетної та космічної розвідки почав діяльність як частина ракетної команди Вернера фон Брауна, компоненту Агенстства балістичних ракет армії у 1956 році. Перша ітерація ракетного агентства, відома як Відділ технічної розвідки, складалася лише з шести осіб. Перейменований у 1962 році на TID, тепер Управління ракетної розвідки (MIO) аналізувало події в Радянському Союзі та відіграло ключову роль у кубинській кризі. У 1970 році Управління ракетної розвідки було перейменовано в Агентство ракетної розвідки; у 1985 році воно було перепідпорядковане Армійській розвідувальній агенції та перейменовано на Центр ракетної та космічної розвідки. Останній організаційний крок Центру ракетної та космічної розвідки відбувся 1 січня 1992 року, коли він став частиною Розвідувального управління Міністерства оборони США.
У 2009 році в Центрі працювало 650 цивільних і військовослужбовців. У 2014 році приблизно стільки ж працювало в штабквартирі Редстоун-Арсенал. Із 2014 року по теперішній час (2021 рік) у Центрі працювало приблизно 350 цивільних осіб, 60 військовослужбовців і, опосередковано, сотні оборонних підрядників.

## Місія

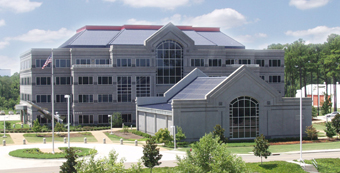
Будівля ЦРКР

Загальна місія Центру ракетної та космічної розвідки полягає в наданні підтримки польовим командирам, розробникам систем озброєння та політикам у науково-технічній розвідці з усіх джерел про ракети «земля-повітря», балістичні ракети малої дальності із дальністю менше 1000 кілометрів, протитанкові керовані ракети, системи протиракетної оборони, зброю спрямованої енергії, окремі космічні програми та системи, а також у відповідному управлінні, контролі, зв'язку, ІТ (комп'ютери), розвідці, спостереженні, інструментальній розвідці (C4ISR). Він також надає аналіз цих матеріалів Міністерству оборони США та іншим урядовим організаціям США, таким як ФБР.
У 2011 році багаторічна суперечка Центру ракетної та космічної розвідки з Національним центром аерокосмічної розвідки Повітряних сил США щодо того, яке агентство має повноваження щодо аналізу розвідувальних даних про балістичні ракети, була вирішена на користь Центру ракетної та космічної розвідки, яка стала головним інтегратором Комітету з аналізу балістичних ракет Міністерства оборони США (DIBMAC).

## Організація
Центр ракетної та космічної розвідки є складовою Директорату аналізу Розвідувального управління Міністерства оборони США; Розвідувальне управління є частиною Міністерства оборони та розвідувального співтовариства. Центр очолює директор, наразі Кімберлі «Кім» Кінг, яка замінила Марка Кларка після його відставки у 2019 році.
Команда іноземної військової експлуатації Центру ракетної та космічної розвідки відповідає за демонтаж, дослідження та випробування іноземних ракетних систем.
Центр ракетної та космічної розвідки також володіє лабораторіями, які досліджують матеріали, мікроелектроніку, системи наведення та контролю ракет, радіочастотне обладнання, електрооптичне та інфрачервоне обладнання; є також лабораторія аналізу сигналів. Він також має безлунну камеру та здійснює нагляд за Спільним дослідницьким центром аналізу та оцінки (JRAAC), передовим об'єктом інтеграції симуляції, який підтримує багатоточний науково-технічний аналіз інтегрованих систем зброї в складних середовищах для визначення їх спроможностей, вразливостей та обмежень. Спільний дослідницький центр аналізу та оцінки інтегрує понад 80 моделей систем озброєння, включаючи радари, ракети, системи управління та контролю (C2) і C4ISR (управління, контроль, зв'язок, ІТ (комп'ютери), розвідка, спостереження, інструментальна розвідка).

## Штабквартира
Центр ракетної та космічної розвідки розміщує інженерних аналітиків, спеціалістів із підтримки та помічників служби підтримки на 38 000 акрів Центру ракетної розвідки Річарда Шелбі в Редстоун-Арсеналі, Гантсвілл, штат Алабама. В будівлі розміщені різні лабораторії, високопродуктивні обчислювальні комп'ютери та тестові зони, що утворюють величезний інженерний комплекс, здатний здійснювати фізичні та імітаційні випробування ракет.